# Tenuipalpus orilloi
Tenuipalpus orilloi är en spindeldjursart som beskrevs av Rimando 1962. Tenuipalpus orilloi ingår i släktet Tenuipalpus och familjen Tenuipalpidae. Inga underarter finns listade i Catalogue of Life.